# Peñalén (kommunhuvudort)
Peñalén är en kommunhuvudort i Spanien.   Den ligger i provinsen Provincia de Guadalajara och regionen Kastilien-La Mancha, i den centrala delen av landet, 140 km öster om huvudstaden Madrid. Peñalén ligger 1 356 meter över havet och antalet invånare är 125.
Terrängen runt Peñalén är kuperad österut, men västerut är den platt. Runt Peñalén är det mycket glesbefolkat, med 2 invånare per kvadratkilometer. Närmaste större samhälle är Beteta, 10,4 km söder om Peñalén. 